# 32088 Liamwallace
32088 Liamwallace è un asteroide della fascia principale. Scoperto nel 2000, presenta un'orbita caratterizzata da un semiasse maggiore pari a 2,7474916 UA e da un'eccentricità di 0,0565396, inclinata di 4,64396° rispetto all'eclittica.